# Leopold Wirtemberski-Mömpelgard
Leopold Fryderyk Wirtemberski-Mömpelgard (ur. 30 maja 1624, Mömpelgard, zm. 15 czerwca 1662 tamże) – książę Wirtembergii-Mömpelgard.
Syn księcia Ludwika i jego pierwszej żony Elżbiety von Hessen-Darmstadt.
W momencie śmierci ojca w 1631 roku miał 7 lat, przejął jego tytuł, jednak mógł rządzić dopiero w momencie osiągnięcia pełnoletniości.
20 listopada 1637 roku ożenił się z córką księcia Jan Fryderyk Wirtemberski – Sybillą. Para nie miała dzieci.
Po jego śmierci tytuł przejął jego młodszy brat Jerzy II.